# Cyphura extensa
Cyphura extensa är en fjärilsart som beskrevs av Rothschild. Cyphura extensa ingår i släktet Cyphura och familjen Uraniidae. Inga underarter finns listade i Catalogue of Life.